# 南緯55度線
南緯55度線（なんい55どせん）は、地球の赤道面より南に地理緯度にして55度の角度を成す緯線。南緯55度線はその大部分が公海上を走っており、大西洋、インド洋、太平洋、チリ、アルゼンチンを通過する。
この緯度の下では、夏至点時は17時間22分で、冬至点時の可照時間は7時間10分である。
日本の極地観測手当は南緯55度以南の区域で活動する職員に対して支給される。

## 通過する地域一覧
南緯55度線は、本初子午線から東に向かって以下の場所を通っている。
| 地理座標                                              | 国土・領土・領海 | 備考 |
| ----------------------------------------------------- | ---------------- | --- |
| 南緯55度0分 東経0度0分 / 南緯55.000度 東経0.000度     | 大西洋           | |
| 南緯55度0分 東経20度0分 / 南緯55.000度 東経20.000度   | インド洋         | |
| 南緯55度0分 東経147度0分 / 南緯55.000度 東経147.000度 | 太平洋           | マッコーリー島（ オーストラリア）のちょうど南を通過する。                                                                                                  |
| 南緯55度0分 西経71度14分 / 南緯55.000度 西経71.233度  | チリ             | ギルバート島 ロンドンデリー島 ロンドン島 トンプソン島 ゴードン島 ホステ島 ナバリノ島 ピクトン島・レノックス島・ヌエバ島                                    |
| 南緯55度0分 西経67度0分 / 南緯55.000度 西経67.000度   | ビーグル水道     | |
| 南緯55度0分 西経66度42分 / 南緯55.000度 西経66.700度  | アルゼンチン     | フエゴ島 |
| 南緯55度0分 西経66度23分 / 南緯55.000度 西経66.383度  | 大西洋           | ロス・エスタードス島（ アルゼンチン） サウスジョージア・サウスサンドウィッチ諸島（ サウスジョージア・サウスサンドウィッチ諸島） - アルゼンチンが領有権主張 |